# Banderas, Tabasco
Banderas är en ort i Mexiko.   Den ligger i kommunen Nacajuca och delstaten Tabasco, i den sydöstra delen av landet, 700 km öster om huvudstaden Mexico City. Banderas ligger 5 meter över havet och antalet invånare är 1 255.
Terrängen runt Banderas är mycket platt. Runt Banderas är det tätbefolkat, med 442 invånare per kvadratkilometer. Närmaste större samhälle är Villahermosa, 18,6 km söder om Banderas. Trakten runt Banderas består till största delen av jordbruksmark.